# Ivan Stranski
 (mars 2025).
La mise en forme du texte ne suit pas les recommandations de Wikipédia : il faut le « wikifier ».
Les points d'amélioration suivants sont les cas les plus fréquents. Le détail des points à revoir est peut-être précisé sur la page de discussion.
- Les titres sont pré-formatés par le logiciel. Ils ne sont ni en capitales, ni en gras.
- Le texte ne doit pas être écrit en capitales (les noms de famille non plus), ni en gras, ni en italique, ni en « petit »…
- Le gras n'est utilisé que pour surligner le titre de l'article dans l'introduction, une seule fois.
- L'italique est rarement utilisé : mots en langue étrangère, titres d'œuvres, noms de bateaux, etc.
- Les citations ne sont pas en italique mais en corps de texte normal. Elles sont entourées par des guillemets français : « et ».
- Les listes à puces sont à éviter, des paragraphes rédigés étant largement préférés. Les tableaux sont à réserver à la présentation de données structurées (résultats, etc.).
- Les appels de note de bas de page (petits chiffres en exposant, introduits par l'outil «  Source ») sont à placer entre la fin de phrase et le point final[comme ça].
- Les liens internes (vers d'autres articles de Wikipédia) sont à choisir avec parcimonie. Créez des liens vers des articles approfondissant le sujet. Les termes génériques sans rapport avec le sujet sont à éviter, ainsi que les répétitions de liens vers un même terme.
- Les liens externes sont à placer uniquement dans une section « Liens externes », à la fin de l'article. Ces liens sont à choisir avec parcimonie suivant les règles définies. Si un lien sert de source à l'article, son insertion dans le texte est à faire par les notes de bas de page.
- La présentation des références doit suivre les conventions bibliographiques. Il est recommandé d'utiliser les modèles {{Ouvrage}}, {{Chapitre}}, {{Article}}, {{Lien web}} et/ou {{Bibliographie}}. Le mode d'édition visuel peut mettre en forme automatiquement les références.
- Insérer une infobox (cadre d'informations à droite) n'est pas obligatoire pour parachever la mise en page.

Pour une aide détaillée, merci de consulter Aide:Wikification.
Si vous pensez que ces points ont été résolus, vous pouvez retirer ce bandeau et améliorer la mise en forme d'un autre article.
Ivan Nikolov Stranski (en bulgare : Иван Николов Странски) est un physico-chimiste bulgare naturalisé allemand né le 12 janvier 1897 à Sofia et mort le 19 juin 1979 dans la même ville. Il considéré comme le père de la recherche sur la cristallisation,,.
Il est le fondateur de l'école bulgare de chimie physique, dirigeant les départements de chimie physique à l'Université Saint-Clément-d'Ohrid de Sofia, puis à l'Université technique de Berlin, dont il fut également le recteur,. La croissance de Stranski-Krastanov (en) et le modèle Kossel-Stranski sont quelques-unes des contributions de Stranski qui portent son nom.

## Biographie

### Jeunesse et études
Ivan Stranski est né le 21 décembre 1896 à Sofia, capitale de la Principauté de Bulgarie. Il est le troisième enfant de Nikola Stranski, pharmacien à la cour royale, et de son épouse Maria Krohn, une Germano-Balte installée en Bulgarie,. Dès son enfance, il souffre de tuberculose osseuse, une maladie incurable à l'époque. Il obtient son baccalauréat au lycée pour garçons de Sofia. Cherchant des moyens de lutter contre sa maladie, Stranski décide de partir étudier la médecine, mais il revient déçu en Bulgarie après une année d'études à Vienne. Il décide alors d'étudier la chimie et sort diplômé de l'Université de Sofia en 1922, avec une spécialisation en chimie. Il se rend ensuite à l'Université Friedrich Wilhelm de Berlin pour poursuivre ses études. C'est là qu'il obtient son doctorat en 1925, sous la direction de Paul Günther avec une thèse sur la spectroscopie des rayons X.

### Carrière académique internationale
Après ses études de doctorat, Stranski rejoint le nouveau département de chimie physique de la faculté de physique et de mathématiques de l'Université de Sofia en 1925 en tant que lecteur, devenant ainsi le premier lecteur de chimie physique du pays. En 1929, il fut promu professeur associé et en 1937, il devient professeur titulaire à l'Université de Sofia. Stranski a attiré au département des scientifiques éminents tels que Rostislav Kaïshev (en) et Lyubomir Krastanov (en).
En 1930, Ivan Stranski reçoit une bourse de la Fondation Rockefeller et est invité, avec Rostislav Kaïshev (en), à l'Université technique de Berlin, où il collaborera avec l'éminent physico-chimiste allemand Max Volmer. Les années 1930 ont vu la publication de plusieurs articles importants co-écrits par Stranski avec Rostislav Kaïshev (en) et Lyubomir Krastanov (en), comme la découverte en 1939 de la croissance de Stranski-Krastanov (en). De 1935 à 1936, il fut chef de département à l'Institut de physique et de mécanique de l'Université fédérale de l'Oural à Iekaterinbourg en Union soviétique. En 1941, Stranski fut invité par Walther Kossel (en) à mener des recherches à l'École polytechnique de Wrocław. Il a alors présenté sa théorie cinétique de la croissance cristalline, connue sous le nom de modèle de Kossel-Stranski.

### Retour à Berlin et dernières années
Face à l'avancée de l'Armée rouge, Stranski décide de retourner à Berlin pour travailler à l'Institut Kaiser-Wilhelm de chimie physique et d'électrochimie. Alors que l'Allemagne nazie capitulait, Volmer fut emmené de force en Union soviétique et Stranski prit sa place comme directeur des études au département de chimie physique de l'Université technique de Berlin. Malgré les lourds dégâts causés par les bombardements alliés, la Technische Hochschule Berlin, alors rebaptisée Technische Universität Berlin, fut, grâce aux efforts de Stranski, parmi les rares à ouvrir pour l'année universitaire 1945. En 1948-1949, Stranski est nommé doyen de la Faculté des sciences générales et de l'ingénierie. En 1951-1953, Stranski devient recteur de l'université ; il avait également occupé auparavant le poste de vice-recteur. En 1953, il devient directeur adjoint de l'Institut Fritz-Haber. Jusqu'en 1963, Stranski a enseigné à l'Université libre de Berlin.
Après le coup d'État communiste de 1944 et l'installation d'un gouvernement communiste en Bulgarie, Stranski fut accusé de liens avec le régime profasciste précédent et démis de ses fonctions au département qu'il avait créé. Ce n'est que dans les années 1960 qu'il fut réadmis comme membre étranger de l'Académie bulgare des sciences et il ne revint en Bulgarie depuis Berlin-Ouest qu'en 1967. Il meurt à Sofia en 1979, puis son corps est transporté et enterré à Berlin.

## Honneurs et récompenses
En 1965, Stranski a été nommé pour le prix Nobel de chimie par Georg-Maria Schwab (en), l'un des rares Bulgares à avoir été nommé pour un prix Nobel en sciences,.
Tout au long de sa vie, il a été honoré par des prix tels que la médaille d'argent "August Wilhelm von Hofmann" de la Société allemande de chimie en 1939, le prix Cyrille et Méthode pour la science de l'Académie bulgare des sciences en 1940, la Grande Croix du Mérite de l'Ordre du Mérite de l'Allemagne de l'Ouest, ainsi que des doctorats honorifiques de l'Université de Breslau (1940) et de l'Université libre de Berlin (1954). Stranski était également membre de l'Académie des sciences de Göttingen, de la Société royale des arts et des sciences de Göteborg (1940), de l'Académie bavaroise des sciences (1959), de l'Académie des sciences de New York et de l'Académie Léopoldine (1966).
Deux instituts modernes portent son nom : le Laboratoire Stranski de chimie physique et théorique ( Stranski-Laboratorium für Physikalische und Theoretische Chemie ; appelé Iwan N.-Stranski-Institut de 1967 à 2001), à l'Université technique de Berlin, et l'Institut Stranski de métallurgie ( I.-N.-Stranski-Institut für Metallurgie ) à Oberhausen.
En 1957, un nouveau minéral, CuZn 2 (AsO 4 ) 2, a été découvert par le minéralogiste allemand Karl Hugo Strunz. En 1960, il lui donna le nom de Stranski, stranskiite, en reconnaissance du rôle de Stranski comme « père de la recherche sur la croissance cristalline »,,,.
Une rue de Sofia porte également le nom d'Ivan Stranski.